# Pure Noise Records
Pure Noise Records es un sello discográfico estadounidense con sede en Berkeley, California. Pure Noise fue fundada por Jake Round en 2009, mientras que él era un redactor en la revista AMP; antes que esta quebrara, amigos de él en la banda No Bragging Rights le dijo que estaban buscando una nueva discográfica, y Round expresado su interés en la publicación del disco por sí mismo. Antes de esto Round tuv oun corto período como pasante en Fat Wreck Chords. Si bien la discográfica comenzó como una operación de casa, y sólo había sacado cinco discos a finales de 2010, en 2014 algunos de los integrantes de la discográfica fueron protagonistas principal en el Warped Tour, y otros habían vendido cerca de 50.000 copias de sus álbumes. En general, el catálogo de la etiqueta ha vendido más de 280.000 registros a partir de marzo de 2014. Entre los fichajes de la etiqueta están Vanna y Hit the Lights.

## Artistas
Actuales
- The American Scene
- Boston Manor
- Brigades
- Can't Swim
- Casey Bolles
- Counterparts
- Elder Brother
- First Blood
- Forever Came Calling
- Four Year Strong
- Gates
- Gnarwolves
- Handguns
- Heart to Heart
- Hit the Lights
- Jule Vera
- Knocked Loose
- Landscapes
- Like Pacific
- My Iron Lung
- Reggie and the Full Effect
- Rotting Out
- Seaway
- Second to Last
- Senses Fail
- Sharptooth
- Sights & Sounds
- Speak Low If You Speak Love
- State Champs
- Stick to Your Guns
- Terror
- The Story So Far
- The Warriors
- To the Wind
- Vanna
- Year of the Knife

Antiguos
- All Shall Perish
- Alex Correia
- Create Avoid
- Daybreaker
- Front Porch Step
- I Call Fives
- Living with Lions
- A Loss for Words
- Man Overboard
- Matthew Vincent
- Misser
- No Bragging Rights
- Transit
- Troubled Coast